# USS Benham (DD-397)
USS Benham (DD-397) – amerykański niszczyciel typu Benham, okręt prototypowy swojego typu, zwodowany 16 kwietnia 1938 roku w stoczni Federal Shipbuilding w Kearny w stanie New Jersey.
Po ukończeniu rejsu dziewiczego, latem 1939 roku został przydzielony do Floty Atlantyku, gdzie uczestniczył w „patrolach neutralności”. W lutym 1941 roku został skierowany do San Diego gdzie wszedł w skład Floty Pacyfiku. Tuż przed japońskim atakiem na Pearl Harbor skierowany został na Hawaje, gdzie wszedł w skład eskorty lotniskowca USS „Enterprise” (CV-6), w jego rejsie do wyspy Wake, celem dostarczenia tam samolotów. Po japońskim ataku, niszczyciel prowadził patrole ZOP, po czym ponownie udał się w kierunku Wake, celem dostarczenia oddziału marines. Wake została jednak zdobyta przez Japonię przed dotarciem tam wzmocnienia, toteż okręt powrócił do Pearl Harbor. Po storpedowaniu lotniskowca USS „Saratoga” (CV-3) 11 stycznia 1942 roku, „Benham” eskortował do portu. W eskorcie „Enterprise” wziął następnie udział w rajdzie Doolittle’a na Wyspy Japońskie, po czym do czasu bitwy pod Midway prowadził patrole wokół Hawajów.
Po zakończeniu bitwy z lotniskowcami admirała Chūichi Nagumo, transportował rozbitków z zatopionego wraz USS „Yorktown” (CV-5) niszczyciela USS „Hammann” (DD-412). W ramach operacji Watchtower, na początku sierpnia 1942 roku eskortował wspierający lądowanie na Guadalcanalu „Enterprise”. Wziął tam wkrótce udział w bitwie koło Wschodnich Wysp Salomona, w listopadzie zaś w składzie zespołu pancerników admirała Willisa Lee uczestniczył II bitwie pod Guadalcanalem. Był wówczas jednym z czterech niszczycieli eskortujących pancerniki Task Force 64 USS „Washington” (BB-56) i USS „South Dakota” (BB-57). W nocnej bitwie pancerników, obok pozostałych trzech niszczycieli eskorty, „Benham” starł się japońskim krążownikiem „Nagara” i sześcioma niszczycielami eskorty pancernika „Kirishima”. 14 listopada o godzinie 23:38, eksplozja jednej z wystrzelonych przez japońskie okręty torped wz. 93 urwała mu dziób.
Dzięki pracy zespołów kontroli uszkodzeń pod japońskim ogniem artyleryjskim, załoga okrętu zdołała opanować napływ wody do wnętrza okrętu i przywrócić zasilanie, po czym przy asyście niszczyciela USS „Gwin” (DD-433), na rozkaz adm. Lee okręt zaczął wycofywać się z pola bitwy. Po nastaniu dnia, gdy okręt wycofywał się okrążając od zachodu Guadalcanal, uszkodzony kadłub okrętu zaczął pękać. W przeprowadzonej ewakuacji na niszczyciel „Gwin”, załoga opuściła okręt, a utrzymujący się wciąż na powierzchni wrak został zatopiony ogniem z dział 127 mm towarzyszącego mu niszczyciela.